# Johann Gotthard von Müller
Johann Gotthard von Müller (4 mai 1747-14 mars 1830) est un graveur wurtembergeois. Associé à l'esprit des Lumières, il travailla dans toute l'Europe, produisant une quantité importante d'estampes.

## Biographie

### Formation
Né Johann Gotthard Müller, il est le fils du bailli de Bernhausen, petite ville située près de Filderstadt, dans le duché de Wurtemberg. Sa mère est la sœur du pasteur local, lequel s'occupe de son éducation durant ses jeunes années. À l'âge de 14 ans, il commence ses études secondaires à Stuttgart et étudie ensuite au séminaire théologique de Tübingen. Il suit également des cours de dessin anatomique à l'académie des beaux-arts (de) située à Ludwigsbourg, que le duc Charles-Eugène de Wurtemberg avait inaugurée en 1761. Son professeur de dessin prend conscience du talent de Müller et en informe également le duc. Il tente de persuader Müller d'étudier l'art, mais le jeune-homme refuse d'abandonner la théologie.
Cependant, revenant sur sa décision, Johann Gotthard entre le 4 septembre 1764 à l'Académie des beaux-arts, et reçoit une bourse annuelle de 100 florins. Son professeur de peinture est Nicolas Guibal. En 1770, sur ordre du duc, il se rend à Paris pour recevoir un enseignement en gravure sur cuivre ; il reçoit 400 florins en guise de bourse de voyage. Son maître est Johann Georg Wille. Le jeune-homme se concentre bientôt uniquement sur le dessin et la gravure. Il signe ses premiers travaux « G. Miller », puis, à partir de 1772, « Müller ». En 1773 sa première gravure est l'interprétation d'une peinture de Nicolas-René Jollain, La Nymphe Erigone, dédiée au duc. Philippe-Louis Parizeau fait de lui un portrait dessiné, ainsi que Franz Peter Kymli.
En 1774, Johann Kaspar Lavater écrit à Müller pour l'associer à son travail sur la physiognomonie, mais ce dernier décline l'offre dans un premier temps. À partir de 1774-1775, il se concentre sur les portraits gravés. En 1776, il interprète un portrait du peintre Louis Galloche d'après Louis Tocqué. Le 30 mars, il est reçu à l'Académie royale de peinture et de sculpture, puis l'année suivante, expose ses deux gravures dites de réception, le portrait de Louis Galloche et celui de Louis Leremberg. Il traduit la même année le portrait de Wille par Jean-Baptiste Greuze datant de 1763.

### Débuts de carrière
Il revient à Stuttgart en novembre 1776 après avoir exposé au Salon de Paris. Il est nommé par le duc premier graveur et professeur de gravure à la Hohe Karlsschule, l'académie militaire fondé en 1770 par le duc Charles-Eugène, moyennant un salaire de 1 000 florins. Cependant, il échoue dans un premier temps à installer une presse à graver dans l'école, devant assumer lui-même les travaux de production, cependant aidé par Carl Guttenberg.
En 1777, il épouse Charlotte Catharina « Lotte » Schnell, âgée de 17 ans, fille d'aubergistes. Le couple donne naissance à une fille. En 1779, le couple veut s'installer à Milan mais le duc refuse. 
Son premier élève notable, Johann Friedrich Leybold, réussit si bien qu'il le nomme assistant ; au printemps 1781, Müller, accompagné du peintre Eberhard von Wächter, se rend de nouveau à Paris. Il y reproduit des tableaux, planches considérées comme assez faibles. Lotte, qui l'avait accompagnée, décède à Paris le 7 juillet. Le 15 janvier 1782, Müller épouse Catharina Rosine Schott, fille d'un huissier ; le couple aura neuf enfants, dont quatre fils et deux filles survivants. Müller commence à graver des pastels de Tischbein,.

### Maturité
En plus de son travail privé, Müller continue à diriger sa classe de gravure, qui compte huit étudiants en 1781. Il réussit à créer au sein de l'école un centre de production chalcographique. Sa réputation croît, et en 1784, il reçoit la commande d'un portrait de Louis XVI, d'après le tableau de Joseph Siffred Duplessis. À cette fin, Müller se rend à Paris au printemps 1785, accompagné de l'éditeur Johann Friedrich Cotta, pour en faire le dessin et demander l'autorisation de produire la gravure sur cuivre chez lui, à Stuttgart. En septembre 1785, il revient à Stuttgart par la Flandre, les Pays-Bas, Düsseldorf et Arolsen, où il travaille jusqu'en 1790 sur la gravure sur cuivre, qu'il peut ensuite vendre au marchand d'art Johann Friedrich Frauenholz de Nuremberg.
En 1793, alors que le roi est exécuté, il fait imprimer la plaque par l'imprimeur parisien François-Dominique Ramboz (1761-?). En 1785, est diffusée une gravure sur cuivre d'après l'autoportrait de Élisabeth Vigée-Lebrun puis, en 1787, une estampe montrant le portrait de Moses Mendelssohn d'après Johann Christoph Frisch, et l'année suivante, il grave un portrait de l'évêque morave August Gottlieb Spangenberg d'après Anton Graff. Il a pour élève Ernest Morace.
Du même Graff, il exécute en 1794 le portrait gravé de Friedrich Schiller pour Frauenholz. Schiller juge cette gravure très positivement dans une lettre à l'éditeur datée du 26 mai 1794 : « Le travail est excellent, la gravure est pleine de force, pleine de grâce et de fluidité ». La mort du duc Charles-Eugène en 1793 met en péril sa classe de gravure. Son successeur, Louis-Eugène, supprime l'académie militaire ; puis, face aux défaites que rencontrent les armées de la Première Coalition, réduit les crédits alloués à l'Académie des beaux-arts. S'ensuit une vive protestation de Müller et de ses élèves, à savoir Ludwig Necker, Leybold, Jakob Christian Schlotterbeck, Friedrich Abel, Christian Wilhelm Ketterlinus et Ernest Morace. En septembre 1796, leurs appointements sont supprimés par le nouveau duc, Frédéric-Eugène. Müller, sans emploi, se met alors en quête d'un travail rémunéré ; à Dresde, il est sur le point d'accepter un poste mais finalement le refuse en 1798.
En 1801, il se rend en compagnie de Cotta à Leipzig. Schiller, qu’il visite au cours de ce voyage, écrit à Goethe, à propos du graveur : « C’est un homme bon, mais l’homme et son art s’expliquent à tour de rôle ; il possède le côté minutieux, propre, petit et délicat de son style ». Pierre-François Laurent lui commande plusieurs gravures pour son Musée français.
Au printemps 1802, il se rend une nouvelle fois à Paris pour étudier les motifs destinés à ses nouvelles gravures. Il choisit La Vierge à la chaise de Raphaël. Pendant qu'il travaille sur le dessin, il reçoit une offre du directeur de l'académie des beaux-arts de Vienne. Comme à son habitude, Müller la refuse, mais utilise la lettre du directeur viennois comme moyen de pression pour imposer la création d’une école publique à Stuttgart et, pour lui-même, une pension à vie de 1 200 florins. S'il obtient sa pension, le projet d'école échoue. L'année suivante, il offre à son fils Johann Friedrich, excellent graveur, un séjour d'études à Paris.
En 1806, il est nommé membre de l'Académie royale des arts et des sciences mécaniques de Prusse (Akademie der Künste und mechanischen Wissenschaften) à Berlin. En 1808, il est fait chevalier de l'Ordre de la Couronne de Wurtemberg. En 1813, avec son fils Johann Friedrich, il exécute le portrait de Jérôme Bonaparte d'après François Kinson.

### Fin de vie
Vieillissant, Müller décide de ne se consacrer qu'à la production de lithographies. En 1812, il devient membre honoraire de l'Académie des beaux-arts de Vienne. En 1814, il est élu membre honoraire de l'Académie royale des arts de Bavière à Munich et de l'Académie de Copenhague. En 1816, son fils Friedrich Müller meurt. En 1819, son dernier fils, Édouard-Christian, peintre, né en 1798, meurt à son tour. 
Le peintre suisse Johann Heinrich Meyer exécuta un portrait du graveur en 1814.

## Élèves
Parmi ses nombreux élèves, on compte :
- Friedrich Abel
- Carl Barth
- Johann Pleikard Bitthäuser (de)
- Aloys Keßler (de)
- Christian Wilhelm Ketterlinus (de)
- Johann Friedrich Leybold
- Ernest Morace
- Johann Friedrich Müller
- Ludwig Necker (de)
- Joh. G. Raber
- Gottfried Rist
- Jakob Christian Schlotterbeck (de)
- August Seyffer (de)
- Johann Conrad Ulmer

## Œuvre

Estampes
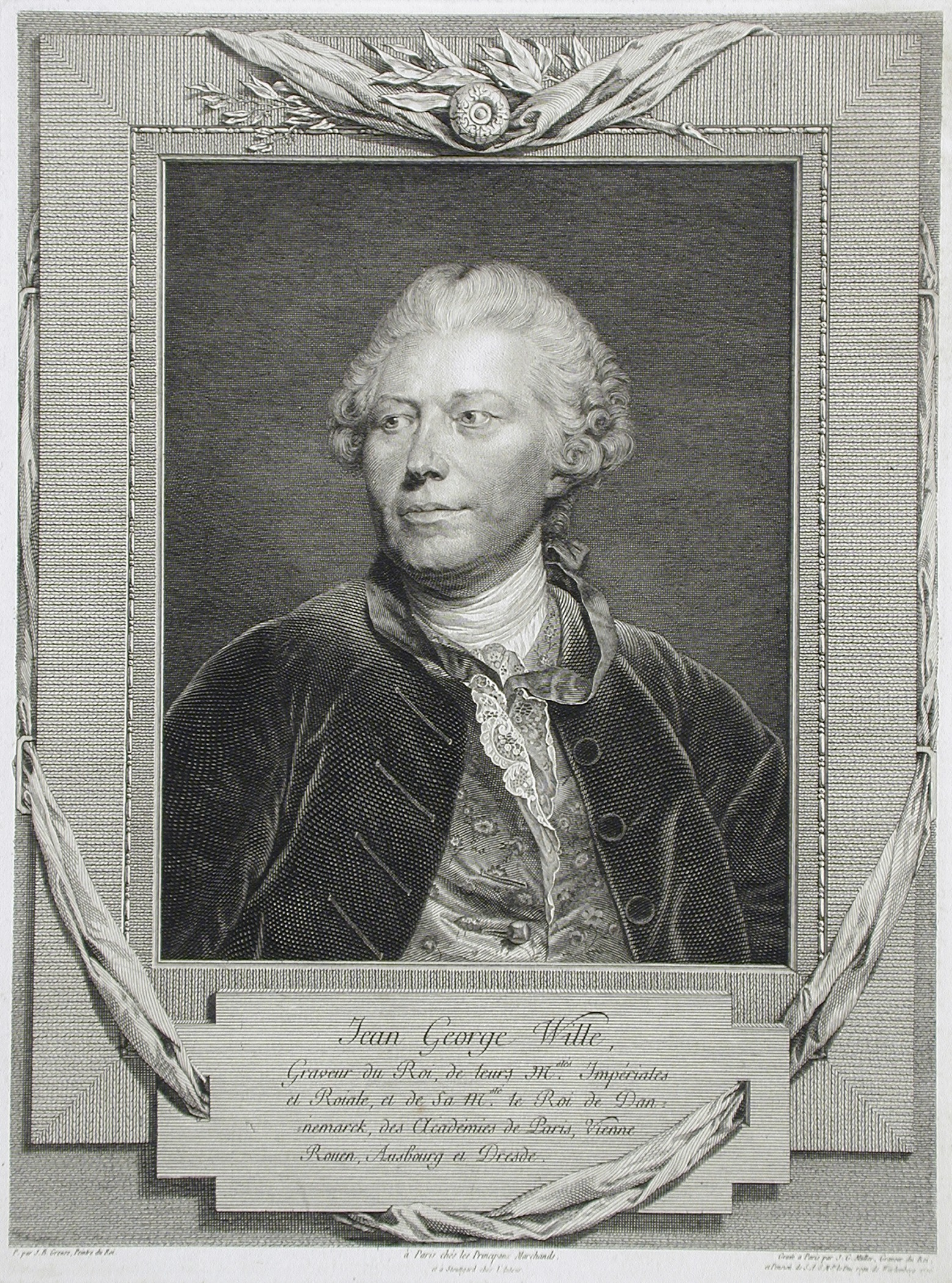
Portrait de Johann Georg Wille (1776).
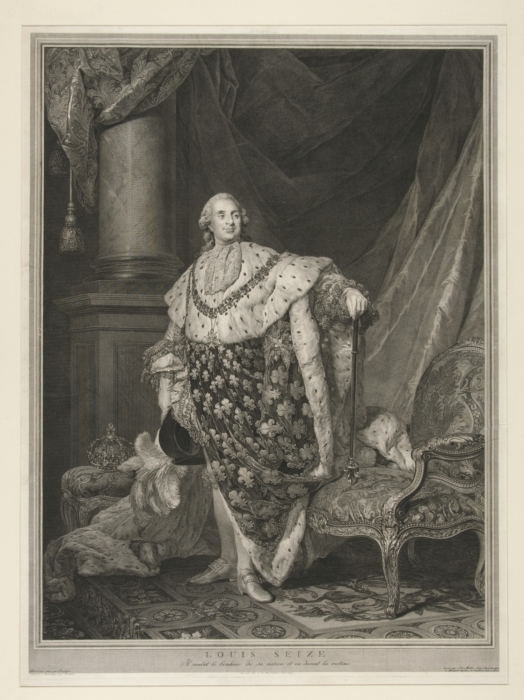
Portrait de Louis XVI (1790) d'après Duplessis.
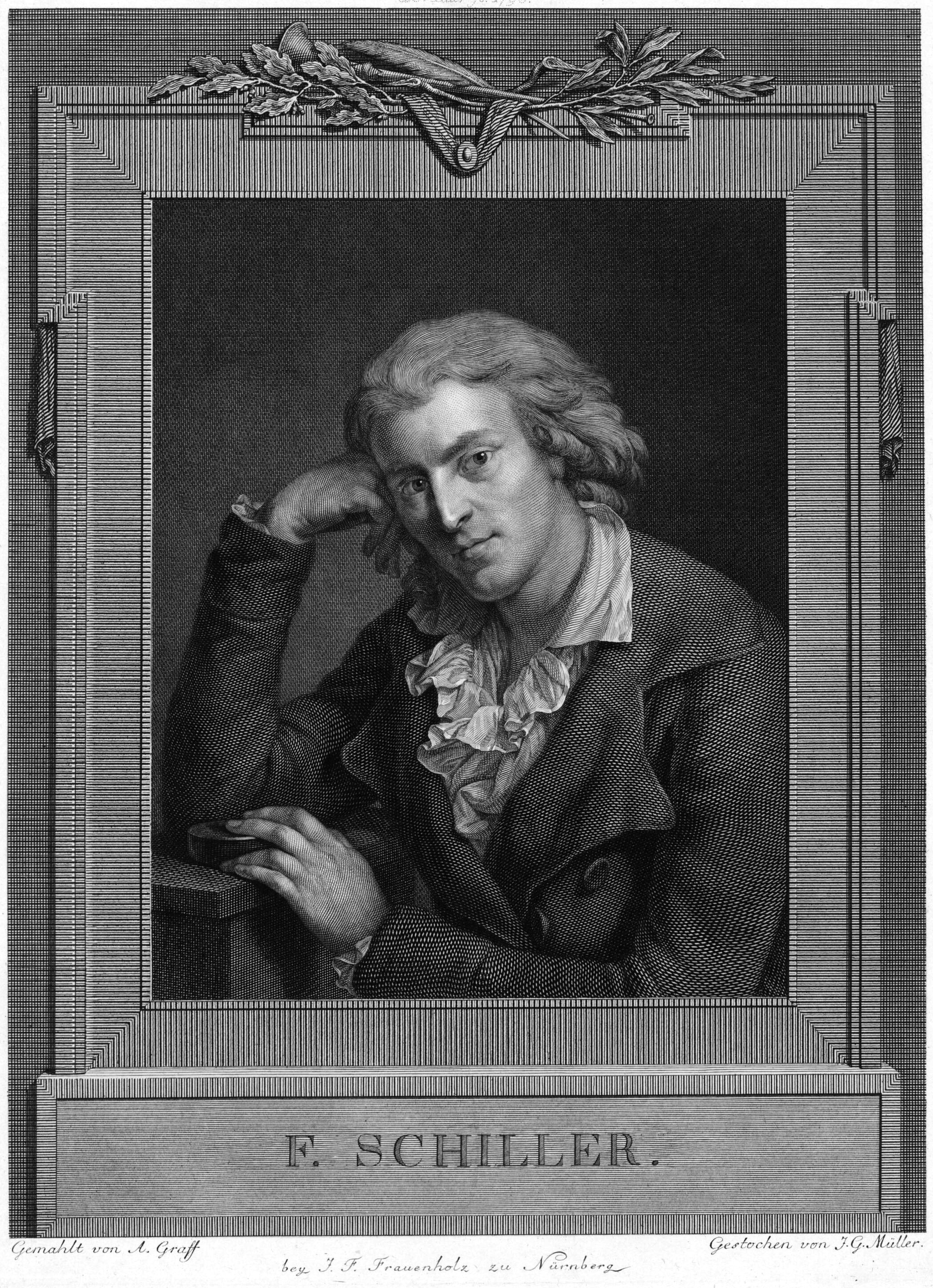
Schiller (1794)
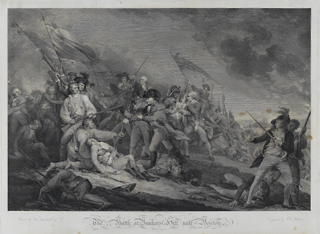
The Battle at Bunkers Hill near Boston (1798) d'après Trumbull.
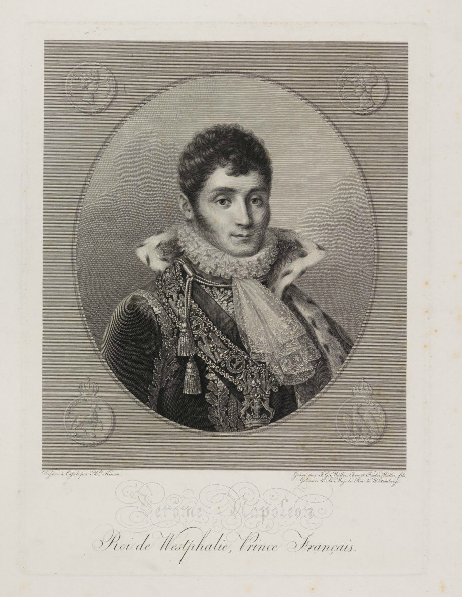
Jérôme Bonaparte (1813) d'après Kinson.
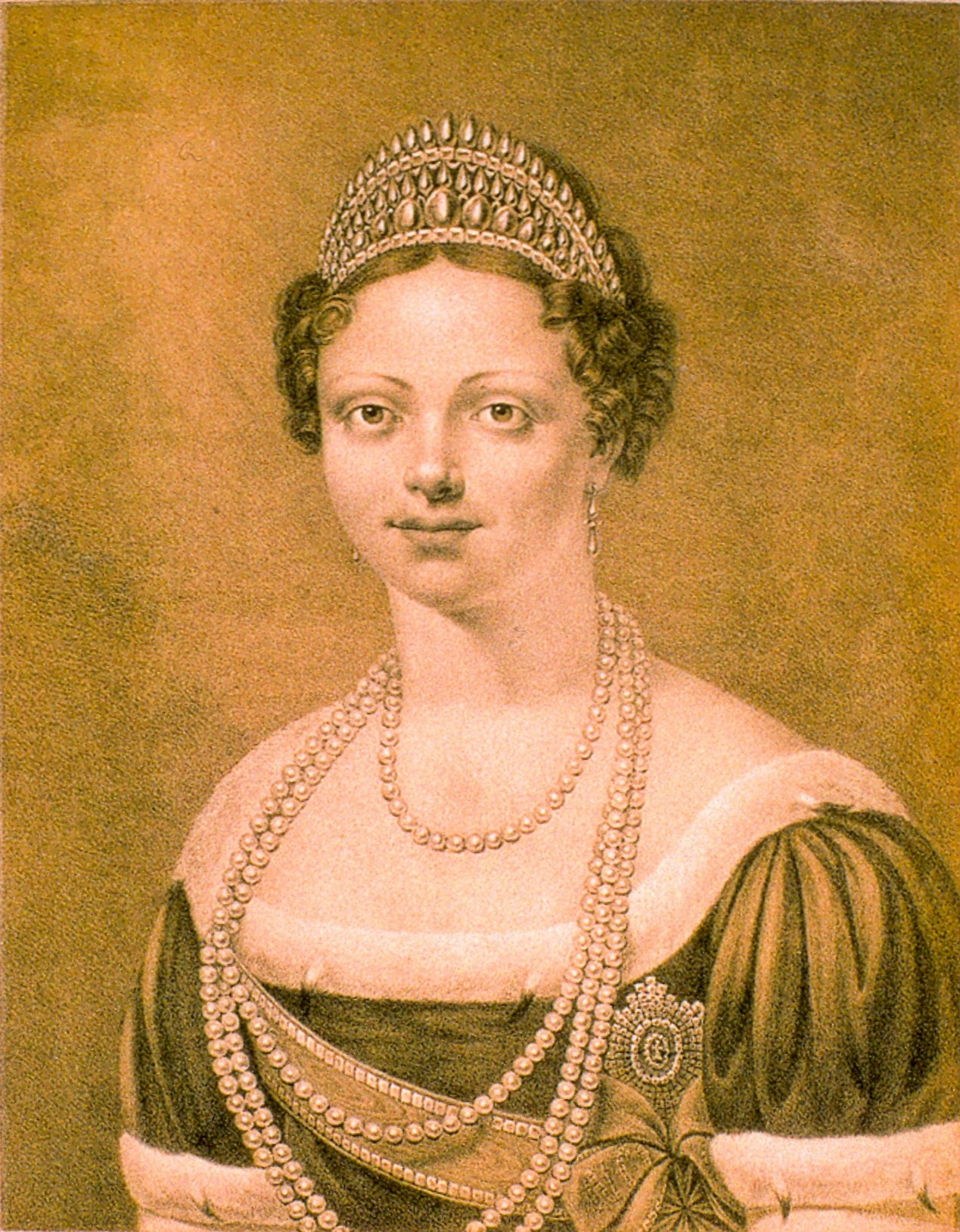
Catherine Pavlovna de Russie (lithographie, 1817)